# Escudo de los Emiratos Árabes Unidos
El escudo de armas de los Emiratos Árabes Unidos en su forma actual, fue adoptado oficialmente el 22 de marzo de 2008, en sustitución del anterior, que data de 1973. Es similar a otros escudos de los estados árabes y consiste en un halcón de oro, pero, del llamado Halcón de Quraysh que aparece en el emblema estatal de Siria o Libia. 
El halcón de los Emiratos se representa estilizado, mirando a la derecha, con las plumas alternas de oro y plata; este último esmalte se repite también en la cola, en las puertas y en las garras, que sostienen un pergamino de gules con una inscripción en letras cúficas árabes donde se lee el nombre oficial del Estado: دولة الإمارات العربية المتحدة (Dawlat Al-Imārāt al-‘Arabīya al-Muttaḥida) (Emiratos Árabes Unidos). Sobre el pecho lleva un escudo circular con los colores de la bandera nacional, con una bordura de plata en donde se destacan siete estrellas de cinco puntas en alusión a los siete emiratos de la Federación.
La principal diferencia con el escudo anterior es la forma del halcón, dibujado con rasgos más naturalistas, y el escudete circular central, en donde antes figuraba una típica embarcación árabe de vela, el dhow, navegando hacia la izquierda; el escudete era rodeado por una cadena de plata.

## Emblemas subnacionales
Los Emiratos Árabes Unidos son una federación de siete emiratos, cada uno de los cuales tiene su propio escudo de armas o logotipo denominativo, mientras que algunos tienen ambos.

Emblema de Abu Dabi
Escudo de armas de Ajman
Escudo de armas de Dubái
Escudo de armas de Fuyaira
Escudo de armas de Ras al Jaima
Escudo de armas de Sharjah
Escudo de armas de Umm al-Qaywayn
Logotipo de Umm al-Qaywayn

## Marcas denominativas

Logotipo de Abu Dhabi
Logotipo de Dubai
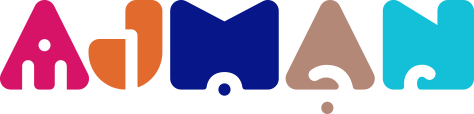
Logotipo de Ajman
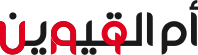
Sello del Emirato de Umm Al Quwain

## Emblemas históricos

Emblema del Consejo de los Estados de la Tregua (1968-1971)
Emblema de los Emiratos Árabes Unidos (1973-2008)

## Galería

Emblema de las Fuerzas Armadas de los Emiratos Árabes Unidos
Emblema del Ejército de los Emiratos Árabes Unidos
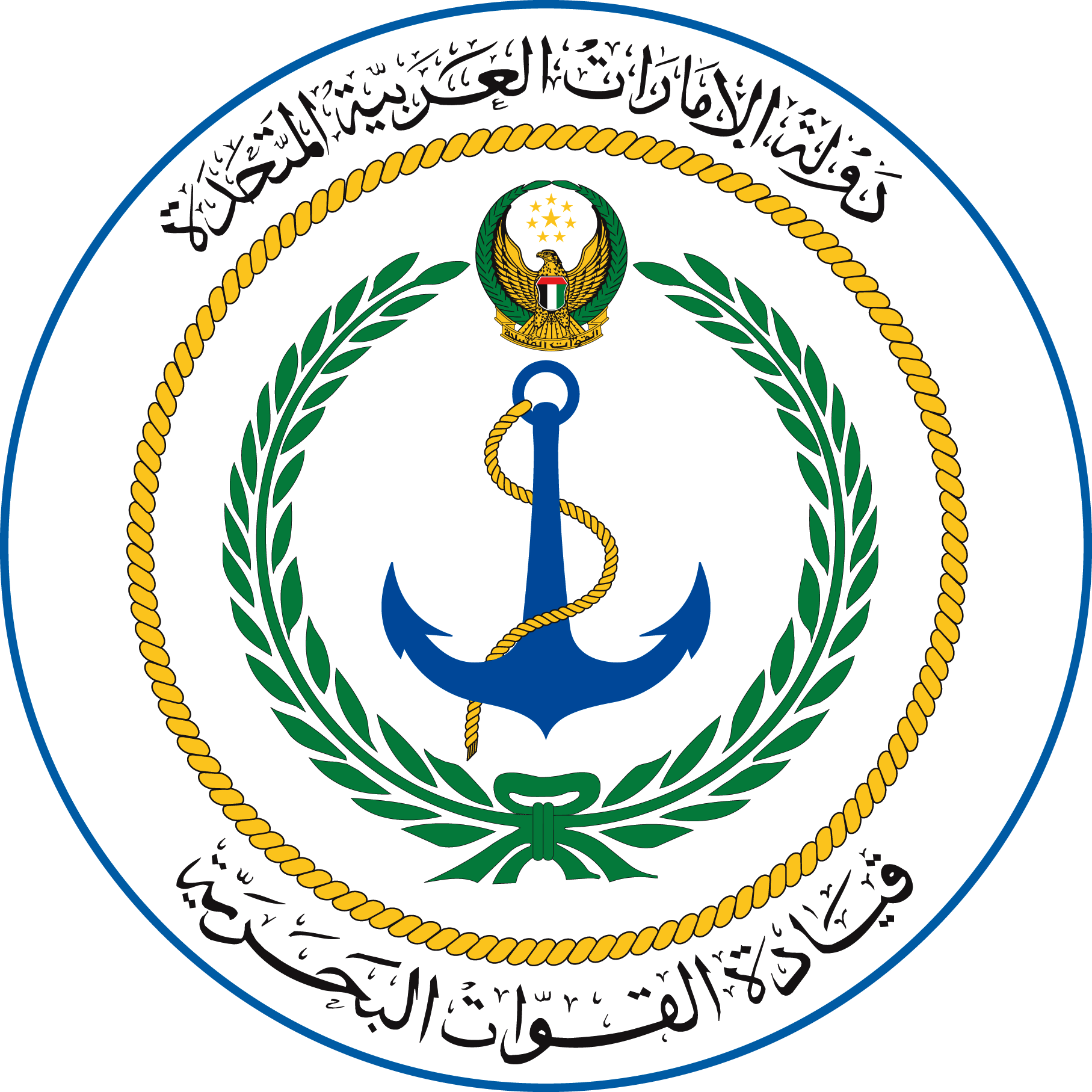
Emblema de la Armada de los Emiratos Árabes Unidos
Emblema de la Fuerza Aérea de los Emiratos Árabes Unidos
Emblema de la Guardia Presidencial de los Emiratos Árabes Unidos
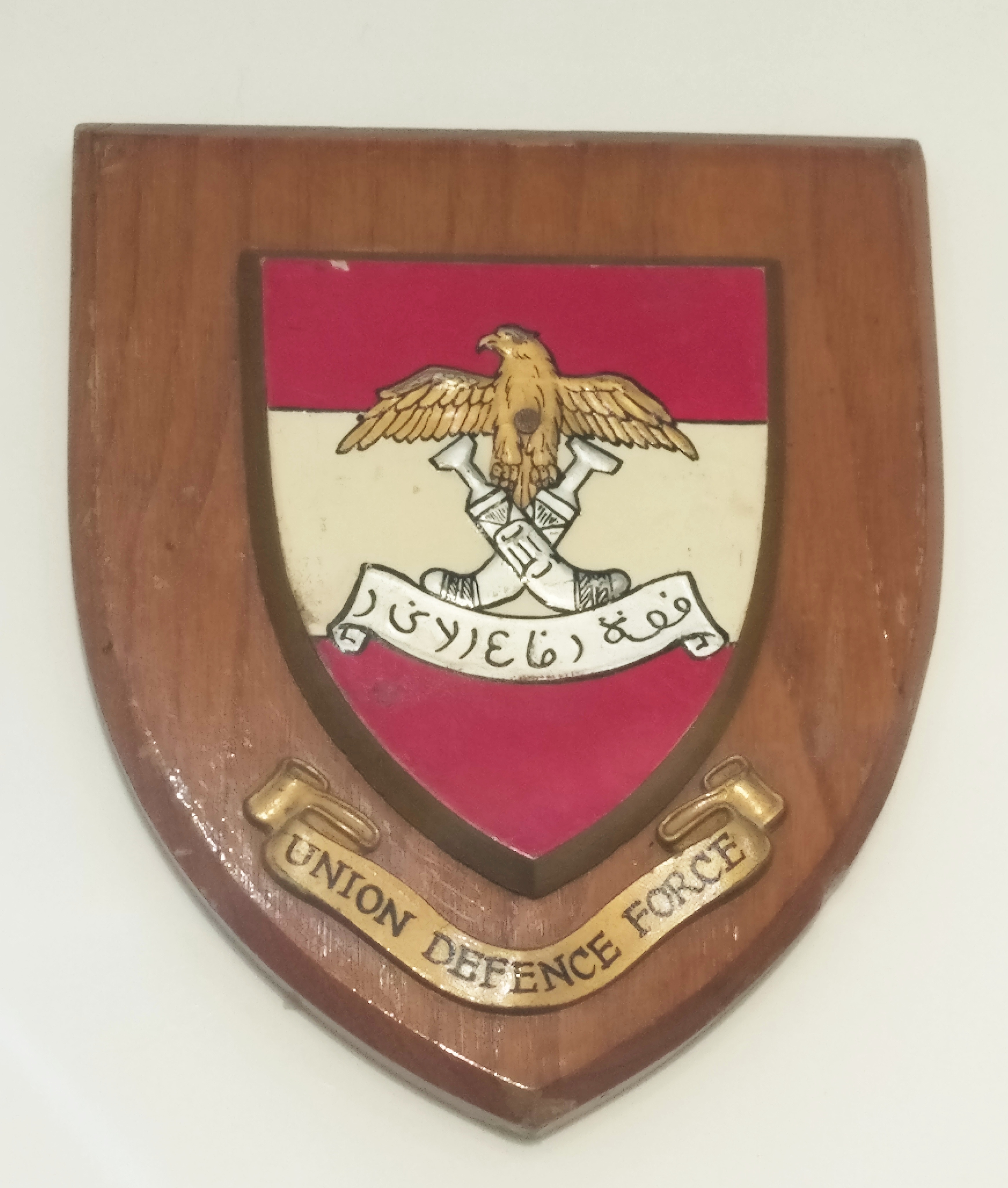
Emblema de los Scouts de Omán de la Tregua (1951-1971)
Escarapela de la Fuerza Aérea de los Emiratos Árabes Unidos
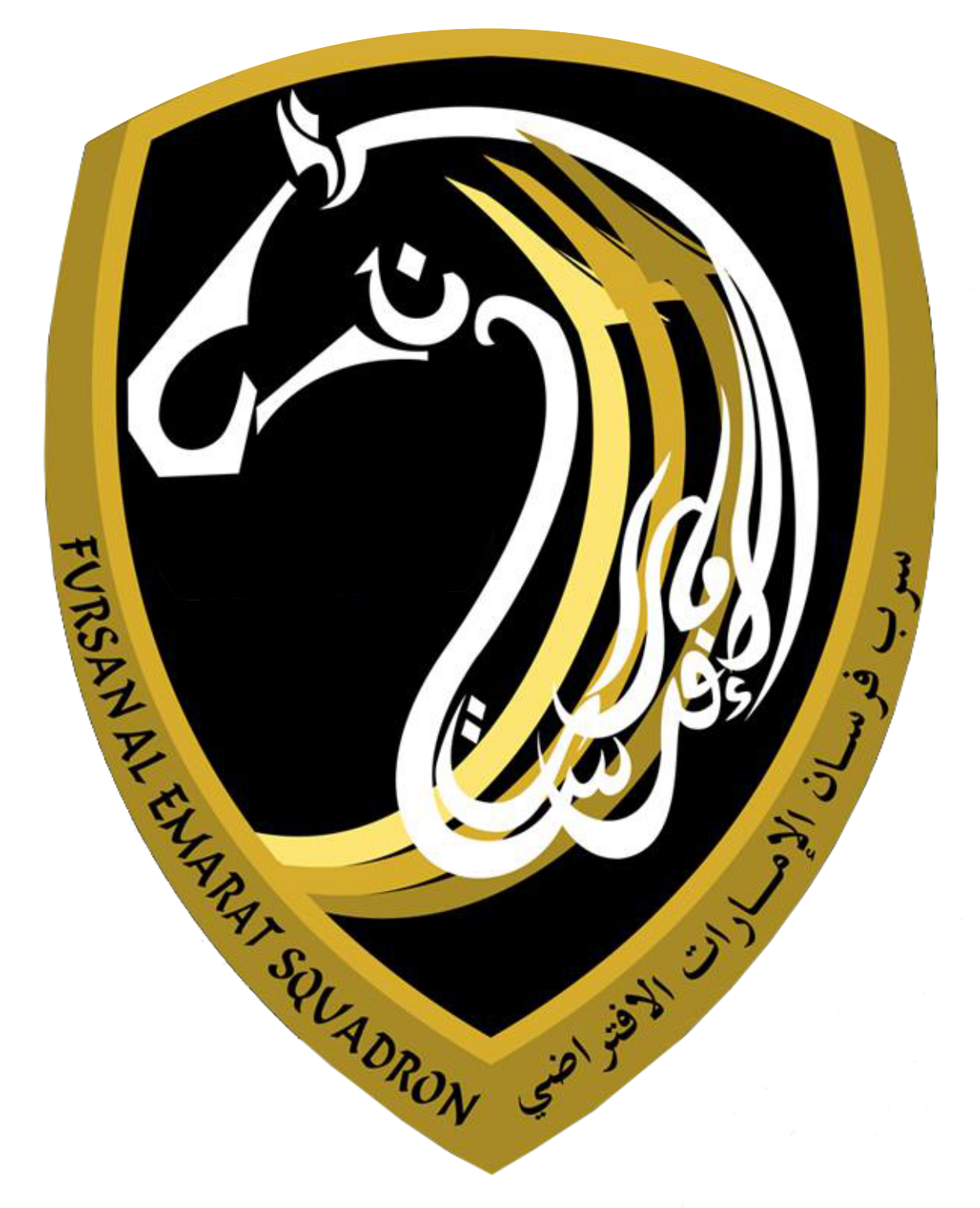
Escudo del equipo Al Fursan